# Otho FitzGerald
Otho Augustus FitzGerald (10 octobre 1827 - 19 novembre 1882) est un soldat britannique et un homme politique libéral. Il est contrôleur de la maison sous William Gladstone entre 1868 et 1874. Il est également un compositeur amateur réputé.

## Jeunesse
Bien que la maison familiale du duc de Leinster soit Carton House près de Maynooth, dans le comté de Kildare (Irlande), FitzGerald est né à Harrington House, Northamptonshire (Angleterre), la maison de sa mère. Il est le troisième fils d'Augustus FitzGerald (3e duc de Leinster), et de son épouse Charlotte Augusta Stanhope, fille du général Charles Stanhope (3e comte de Harrington). Charles FitzGerald (4e duc de Leinster) est son frère aîné. Un autre frère, Gerald Fitzgerald (1821–1886) est, comme Otho, un compositeur amateur et un artiste réputé.

## Carrière politique
Fitzgerald est officier dans la Royal Horse Guards et sert comme gentilhomme de la chambre du Lord lieutenant d'Irlande. Il entre à la Chambre des communes en 1865 en tant que député de Kildare, un siège qu'il occupe jusqu'en 1874. En 1866, il est admis au Conseil privé et nommé trésorier de la maison sous Lord Russell, poste qu'il n'occupe que jusqu'à la chute du gouvernement libéral en juin de la même année. Il retrouve le poste de contrôleur de la maison sous William Gladstone en 1868 et le conserve jusqu'à la chute du gouvernement en 1874.
Fitzgerald est décédé à Bray, Berkshire.

## Famille
Lord Otho épouse Ursula Lucy Grace Bridgeman, fille du vice-amiral Charles Orlando Bridgeman et veuve de Lord Londesborough, le 14 décembre 1861. Ils ont deux enfants: 
- Gerald Otho FitzGerald (25 septembre 1862 - 20 mars 1919), célibataire et sans descendance.
- Ina Blanche Georgie FitzGerald (12 janvier 1864 - 6 juillet 1910), mariée le 29 janvier 1885 avec le major Arthur Leopold Paget (19 août 1856 - 1er mars 1906)[1].

Fitzgerald a longtemps détenu Oakley Court on the Thames, à Bray dans le Berkshire. Il est décédé en novembre 1882, à l'âge de 55 ans. Lady Otho FitzGerald ne lui a survécu qu'un an et est décédée en novembre 1883. Ils sont enterrés à St Andrew's Church, Clewer.

## Compositions musicales
Fitzgerald a probablement bénéficié d'une éducation musicale privée. Il a publié de la musique pour piano à Dublin avec Robinson & Bussell (plus tard Henry Bussel). Les travaux comprennent: 
- L'esprit du bal (vers 1850)
- L'Irish Steeple Chase Galop (vers 1860)
- Les Mirage Valses (c.1860)
- Les valses du gui (non daté)
- The Staff Polka (non daté)

Le compositeur Oscar Krahmer dédie son œuvre pour piano The Garrison Ball Galop (1857) à Otho Fitzgerald .